# Добрятичі
Добрятичі (пол. Dobratycze) — село в Польщі, у гміні Кодень Більського повіту Люблінського воєводства. Населення — 141 особа (2011).

## Назва
На думку мовознавиці Галини Вишневської, назва села може походити від дохристиянського імені Добрята.

## Історія

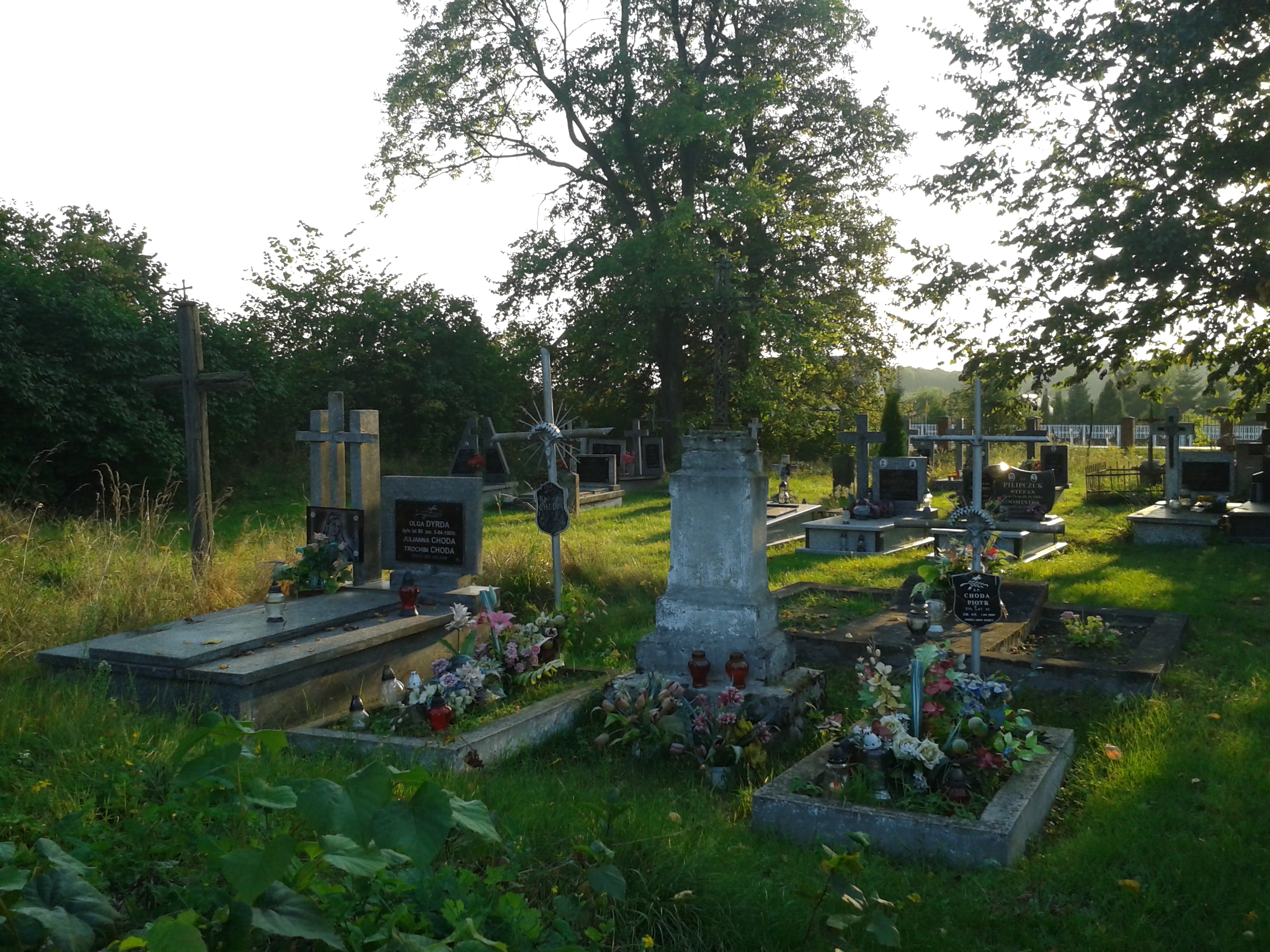
Православний цвинтар

1626 року вперше згадується православна церква в селі.
За даними етнографічної експедиції 1869—1870 років під керівництвом Павла Чубинського, у селі переважно проживали греко-католики, які розмовляли українською мовою.
У міжвоєнні 1918—1939 роки польська влада в рамках великої акції руйнування українських храмів на Холмщині і Підляшші знищила місцеву православну церкву.
Як писав у звіті за червень 1946 року командир сотні УПА Іван Романечко («Ярий»), багато українців з Добрятич, аби уникнути виселення з Польщі до УРСР, перейшло на греко-католицтво.
У 1975—1998 роках село належало до Білопідляського воєводства.

## Населення
Демографічна структура станом на 31 березня 2011 року:
|          | Загалом | Допрацездатний вік | Працездатний вік | Постпрацездатний вік |
| -------- | ------- | ------------------ | ---------------- | -------------------- |
| Чоловіки | 72      | 12                 | 54               | 6                    |
| Жінки    | 69      | 13                 | 39               | 17                   |
| Разом    | 141     | 25                 | 93               | 23                   |

## Особистості

### Народилися
- Микола Максимович (1914—1981) — український вчений у галузі електротехніки.